# Гуго III (король Кипра)
Гуго III де Лузиньян (фр. Hugues III de Lusignan), первоначально Гуго де Пуатье (фр. Hugues de Poitiers; 1235 — 24 марта 1284) — король Кипра с 1267 года, сын Генриха Антиохийского (сына Боэмунда IV, князя Антиохии) и Изабеллы де Лузиньян, дочери Гуго I, короля Кипра. Гуго III стал родоначальником второго дома де Лузиньян. После смерти иерусалимского короля Конрада III 29 октября 1268 года, впервые принял титул короля Иерусалима и Кипра и изменил герб своего государства, соединив в нём гербы Иерусалимского королевства и династии кипрских Лузиньянов.

## Биография
Гуго происходил из ветви дома де Пуатье, правившей в княжестве Антиохия. Его отец женился на Изабелле де Лузиньян, сестре Генриха I Кипрского. В 1264 году Гуго сменил умершую мать на посту регента Кипра при малолетнем короле Гуго II, хотя на этот пост также претендовал двоюродный брат Гуго — Гуго де Бриенн, граф ди Лечче, сын Марии, старшей сестры короля Генриха I. Также он получил пост бальи Иерусалима и Кипра. Однако Гуго II умер 5 декабря 1267 года так и не достигнув совершеннолетия, после чего возникла проблема наследования трона.
Главным наследником короны был Гуго де Бриенн. Однако он в это время находился в Киликийской Армении и прав на престол не предъявил, поэтому королём был избран Гуго. Он был коронован в соборе Святой Софии в Никосии 24 декабря. Гуго при этом принял родовое прозвание «Лузиньян».
После казни 29 октября 1268 года Конрадина, носившего титул короля Иерусалима, Карлом I Анжуйским Гуго предъявил права на иерусалимскую корону. На корону претендовала также Мария Антиохийская, сводная сестра отца Гуго. Её претензии строились на том, что её мать, Мелисента, была дочерью короля Амори II и Изабеллы I, поэтому Мария объявила себя самой близкой родственницей покойного короля Конрада (Конрадина). Однако Гуго имел большую поддержку среди иерусалимской знати благодаря тому, что его жена происходила из рода Ибелинов. В итоге Высший совет отверг претензии Марии и королём 24 сентября 1269 года в Тире был коронован Гуго. Однако Мария сохранила права на королевство.
В своем стремлении восстановить сильную королевскую власть Гуго III столкнулся с рядом непокорных феодалов, орденом тамплиеров и местными городскими коммунами. Кроме того Мария Антиохийская продолжала выдвигать права на королевство и в 1272 году подала иск в римскую курию. В итоге после гибели отца в 1276 году Гуго, уставший от борьбы и не имея сил восстановить королевский авторитет, объявил о полной невозможности справиться с царящей анархией, покинул Иерусалимское королевство и вернулся на Кипр. А 15 января 1277 года в присутствии кардиналов Мария Антиохийская передала Карлу Анжуйскому свои права на Иерусалимское королевство в обмен на пожизненную ренту. Весной 1277 года наместник Карла Анжуйского Рожер де Сан-Северино прибыл в Акру, столицу Иерусалимского королевства, и был поддержан тамплиерами. Оставленный Гуго в Акре наместник был вынужден бежать, а вассалы Иерусалимского королевства, под угрозой изгнания, принесли оммаж Карлу Анжуйскому.
Гуго III продолжал сохранять титул короля Иерусалима, однако фактически в его руках из всего королевства оставался только Тир. Но после Сицилийской вечерни Карл Анжуйский уже не мог эффективно управлять Иерусалимским королевством. Вынужденный вести борьбу за сохранение собственного Сицилийского королевства, Карл отозвал из Акры Рожера де Сан-Северино. Новый наместник Эд де Пуалешьен (племянник папы Мартина IV) был вынужден бороться за права своего монарха без всякой поддержки извне. 1 августа 1283 года Гуго III высадился в Бейруте, а 7 августа вступил в Тир, который он после смерти Онфруа де Монфора, сеньора Бейрута, отдал своему сыну Амори. Дальнейшему продвижению воспрепятствовали тамплиеры, по-прежнему поддерживавшие Карла Анжуйского. А 29 марта 1284 года умер Гуго III, которому наследовал его старший сын Иоанн I.
Гуго III был посвящён трактат Фомы Аквинского «De regimine principum», написанный в 1271—1273 годах.

## Брак и дети
Жена: с 23 января 1255 года Изабелла Ибелин (ок. 1241/1242 — 2 июня 1324), дочь Ги Ибелина, маршала и коннетабля Иерусалимского королевства. Дети:
- Жан I (ок. 1266 — 20 мая 1285), король Кипра и Иерусалима с 1284
- Боэмунд (ум. 13 ноября 1283)
- Генрих II (до 1270 — 31 марта 1324), король Кипра и Иерусалима с 1285
- Амори II (ок. 1270/1272 — 5 июня 1310), сеньор Тира с 1284
- Мария (1273 — 10/22 апреля 1319); муж: с 27 ноября 1315 Хайме II Справедливый (10 августа 1267 — 2 ноября 1327), король Сицилии (Хайме I) 1285—1296, граф Барселоны, Жероны, Осоны и Бесалу с 1291, король Арагона и Валенсии с 1291, король Сардинии (Хайме I)
- Ги (ум. 1302/1303), коннетабль Кипра с 1291
- Эмери (ок. 1275 — до 19 апреля 1316)
- Маргарита (ум. 1296); муж: с 9 января 1288 Торос III (1271 — 23 июля 1298), царь Киликийской Армении с 1293
- Алиса (ум. после 1324); муж: с ок. 1292/1294 Балиан Ибелин (ум. ок. 1315/1316), титулярный князь Галилеи
- Элвис (ум. после 1324)
- (?) Изабелла (ум. после 1310)
- (?) Лусия (ум. ок. 1324/1330)
- (?) дочь; муж: с ок. 1285/1290 Константин из Негира (ум. 1308), сеньор Парцерперта